# Cmentarz żydowski w Kolinczu
Cmentarz żydowski w Kolinczu – kirkut społeczności żydowskiej niegdyś zamieszkującej Kolincz. Został założony w XVII wieku. Miał powierzchnię 0,6 ha. Został zdewastowany, najprawdopodobniej podczas II wojny światowej. Obecnie brak na nim nagrobków.